# Flockfotsskölding
Flockfotsskölding (Pluteus podospileus) är en svampart som beskrevs av Sacc. & Cub. 1887. Flockfotsskölding ingår i släktet Pluteus och familjen Pluteaceae.  Arten är reproducerande i Sverige. Inga underarter finns listade i Catalogue of Life.